# AFC North
AFC North è la division settentrionale della American Football Conference, nata nel 2002 a seguito della riorganizzazione della National Football League ed originariamente formatasi nel 1970 nella fusione tra AFL e NFL col nome di AFC Central. Quest'ultima era a sua volta l'evoluzione della preesistente NFL Century Division.
Attualmente ne fanno parte: i Baltimore Ravens, i Cincinnati Bengals, i Cleveland Browns ed i Pittsburgh Steelers.

## Storia
La divisione originale (AFC Central) contava 4 membri: oltre agli attuali Bengals, Browns e Steelers, erano presenti gli Houston Oilers. A queste squadre si aggiunsero nel 1995 i Jacksonville Jaguars.
Nel 1996 i Browns vennero trasferiti da Cleveland a Baltimora col nome di Baltimore Ravens, mentre l'anno seguente gli Oilers lasciarono Houston diventando i Tennessee Titans, rimanendo comunque anch'essi nella division. Due anni più tardi, nel 1999, venne riformata la squadra di Cleveland sempre col nome di Browns e la division contò quindi la partecipazione di sei squadre.
Nel 2002, con la riorganizzazione della NFL in otto division di quattro squadre ciascuna, i Jaguars e i Titans vennero spostati nella AFC South, portando così alla situazione attuale.
Una particolarità AFC North è che l'unica division della NFL che non allinea tra le squadre che ne fanno attualmente parte una delle fondatrici della American Football League.
Cronologia della AFC North

## Albo d'oro della AFC North
| Stagione                | Squadra                 | Risultato               | Risultato nei play-off                |
| col nome di AFC Central | col nome di AFC Central | col nome di AFC Central | col nome di AFC Central               |
| ----------------------- | ----------------------- | ----------------------- | ------------------------------------- |
| 1970                    | Cincinnati Bengals      | 8-6-0                   | sconfitta nell'AFC Divisional Playoff |
| 1971                    | Cleveland Browns        | 9-5-0                   | sconfitta nell'AFC Divisional Playoff |
| 1972                    | Pittsburgh Steelers     | 11-3-0                  | sconfitta nell'AFC Championship Game  |
| 1973                    | Cincinnati Bengals      | 10-4-0                  | sconfitta nell'AFC Divisional Playoff |
| 1974                    | Pittsburgh Steelers     | 10-3-1                  | vittoria nel Super Bowl IX            |
| 1975                    | Pittsburgh Steelers     | 12-2-0                  | vittoria nel Super Bowl X             |
| 1976                    | Pittsburgh Steelers     | 10-4-0                  | sconfitta nell'AFC Championship Game  |
| 1977                    | Pittsburgh Steelers     | 9-5-0                   | sconfitta nell'AFC Divisional Playoff |
| 1978                    | Pittsburgh Steelers     | 14-2-0                  | vittoria nel Super Bowl XIII          |
| 1979                    | Pittsburgh Steelers     | 12-4-0                  | vittoria nel Super Bowl XIV           |
| 1980                    | Cleveland Browns        | 11-5-0                  | sconfitta nell'AFC Divisional Playoff |
| 1981                    | Cincinnati Bengals      | 12-4-0                  | sconfitta nel Super Bowl XVI          |
| 1982                    | Cincinnati Bengals      | 7-2-0                   | sconfitta nell'AFC First Round        |
| 1983                    | Pittsburgh Steelers     | 10-6-0                  | sconfitta nell'AFC Divisional Playoff |
| 1984                    | Pittsburgh Steelers     | 9-7-0                   | sconfitta nell'AFC Championship Game  |
| 1985                    | Cleveland Browns        | 8-8-0                   | sconfitta nell'AFC Divisional Playoff |
| 1986                    | Cleveland Browns        | 12-4-0                  | sconfitta nell'AFC Championship Game  |
| 1987                    | Cleveland Browns        | 10-5-0                  | sconfitta nell'AFC Championship Game  |
| 1988                    | Cincinnati Bengals      | 12-4-0                  | sconfitta nel Super Bowl XXIII        |
| 1989                    | Cleveland Browns        | 9-6-1                   | sconfitta nell'AFC Championship Game  |
| 1990                    | Cincinnati Bengals      | 9-7-0                   | sconfitta nell'Divisional Playoff     |
| 1991                    | Houston Oilers          | 11-5-0                  | sconfitta nell'AFC Divisional Playoff |
| 1992                    | Pittsburgh Steelers     | 11-5-0                  | sconfitta nell'AFC Divisional Playoff |
| 1993                    | Houston Oilers          | 12-4-0                  | sconfitta nell'AFC Divisional Playoff |
| 1994                    | Pittsburgh Steelers     | 12-4-0                  | sconfitta nell'AFC Championship Game  |
| 1995                    | Pittsburgh Steelers     | 11-5-0                  | sconfitta nel Super Bowl XXX          |
| 1996                    | Pittsburgh Steelers     | 10-6-0                  | sconfitta nell'AFC Divisional Playoff |
| 1997                    | Pittsburgh Steelers     | 11-5-0                  | sconfitta nell'AFC Championship Game  |
| 1998                    | Jacksonville Jaguars    | 11-5-0                  | sconfitta nell'AFC Divisional Playoff |
| 1999                    | Jacksonville Jaguars    | 14-2-0                  | sconfitta nell'AFC Championship Game  |
| 2000                    | Tennessee Titans        | 13-3-0                  | sconfitta nell'AFC Divisional Playoff |
| 2001                    | Pittsburgh Steelers     | 13-3-0                  | sconfitta nell'AFC Championship Game  |
| col nome di AFC North   |                         |                         |                                       |
| 2002                    | Pittsburgh Steelers     | 10-5-1                  | sconfitta nell'AFC Divisional Playoff |
| 2003                    | Baltimore Ravens        | 10-6-0                  | sconfitta nell'AFC Wild Card Game     |
| 2004                    | Pittsburgh Steelers     | 15-1-0                  | sconfitta nell'AFC Championship Game  |
| 2005                    | Cincinnati Bengals      | 11-5-0                  | sconfitta nell'AFC Wild Card Playoff  |
| 2006                    | Baltimore Ravens        | 13-3-0                  | sconfitta nell'AFC Divisional Playoff |
| 2007                    | Pittsburgh Steelers     | 10-6-0                  | sconfitta nell'AFC Wild Card Game     |
| 2008                    | Pittsburgh Steelers     | 12-4-0                  | vittoria nel Super Bowl XLIII         |
| 2009                    | Cincinnati Bengals      | 10-6-0                  | sconfitta nell'AFC Wild Card Game     |
| 2010                    | Pittsburgh Steelers     | 12-4-0                  | sconfitta nel Super Bowl XLV          |
| 2011                    | Baltimore Ravens        | 12-4-0                  | sconfitta nell'AFC Championship Game  |
| 2012                    | Baltimore Ravens        | 10-6-0                  | vittoria nel Super Bowl XLVII         |
| 2013                    | Cincinnati Bengals      | 11-5-0                  | sconfitta nell'AFC Wild Card Game     |
| 2014                    | Pittsburgh Steelers     | 11-5-0                  | sconfitta nell'AFC Wild Card Game     |
| 2015                    | Cincinnati Bengals      | 12-4-0                  | sconfitta nell'AFC Wild Card Game     |
| 2016                    | Pittsburgh Steelers     | 11-5-0                  | sconfitta nell'AFC Championship Game  |
| 2017                    | Pittsburgh Steelers     | 13-3-0                  | sconfitta nell'AFC Divisional Playoff |
| 2018                    | Baltimore Ravens        | 10-6-0                  | sconfitta nell'AFC Wild Card Game     |
| 2019                    | Baltimore Ravens        | 14-2-0                  | sconfitta nell'AFC Divisional Playoff |
| 2020                    | Pittsburgh Steelers     | 12-4-0                  | sconfitta nell'AFC Wild Card Game     |
| 2021                    | Cincinnati Bengals      | 10-7-0                  | sconfitta nel Super Bowl LVI          |
| 2022                    | Cincinnati Bengals      | 12-5-0                  | sconfitta nell'AFC Championship Game  |
| 2023                    | Baltimore Ravens        | 13-4-0                  | sconfitta nell'AFC Championship Game  |
| 2024                    | Baltimore Ravens        | 12-5-0                  | sconfitta nell'AFC Divisional Playoff |

## Squadre qualificate conWild Card
| Stagione                | Squadra                 | Risultato               | Risultato nei play-off                |
| col nome di AFC Central | col nome di AFC Central | col nome di AFC Central | col nome di AFC Central               |
| ----------------------- | ----------------------- | ----------------------- | ------------------------------------- |
| 1970                    | nessuna                 |                         |                                       |
| 1971                    | nessuna                 |                         |                                       |
| 1972                    | Cleveland Browns        | 10-4-0                  | sconfitta nell'AFC Divisional Playoff |
| 1973                    | Pittsburgh Steelers     | 10-4-0                  | sconfitta nell'AFC Divisional Playoff |
| 1974                    | nessuna                 |                         |                                       |
| 1975                    | Cincinnati Bengals      | 11-3-0                  | sconfitta nell'AFC Divisional Playoff |
| 1976                    | nessuna                 |                         |                                       |
| 1977                    | nessuna                 |                         |                                       |
| 1978                    | Houston Oilers          | 10-6-0                  | sconfitta nel AFC Championship Game   |
| 1979                    | Houston Oilers          | 11-5-0                  | sconfitta nell'AFC Championship Game  |
| 1980                    | Houston Oilers          | 11-5-0                  | sconfitta nell'AFC Wild Card Game     |
| 1981                    | nessuna                 |                         |                                       |
| 1982                    | nessuna                 |                         |                                       |
| 1983                    | nessuna                 |                         |                                       |
| 1984                    | nessuna                 |                         |                                       |
| 1985                    | nessuna                 |                         |                                       |
| 1986                    | nessuna                 |                         |                                       |
| 1987                    | Houston Oilers          | 9-6-0                   | sconfitta nell'AFC Divisional Playoff |
| 1988                    | Cleveland Browns        | 10-6-0                  | sconfitta nell'AFC Wild card Game     |
| 1988                    | Houston Oilers          | 10-6-0                  | sconfitta nell'AFC Divisional Playoff |
| 1989                    | Houston Oilers          | 9-7-0                   | sconfitta nell'AFC Wild card Game     |
| 1989                    | Pittsburgh Steelers     | 9-7-0                   | sconfitta nell'AFC Divisional Playoff |
| 1990                    | Houston Oilers          | 9-7-0                   | sconfitta nell'AFC Wild card Game     |
| 1991                    | nessuna                 |                         |                                       |
| 1992                    | Houston Oilers          | 10-6-0                  | sconfitta nell'AFC Wild card Game     |
| 1993                    | Pittsburgh Steelers     | 9-7-0                   | sconfitta nell'AFC Wild card Game     |
| 1994                    | Cleveland Browns        | 11-5-0                  | sconfitta nell'AFC Divisional Playoff |
| 1995                    | nessuna                 |                         |                                       |
| 1996                    | Jacksonville Jaguars    | 9-7-0                   | sconfitta nell'AFC Championship Game  |
| 1997                    | Jacksonville Jaguars    | 11-5-0                  | sconfitta nell'AFC Wild Card Game     |
| 1998                    | nessuna                 |                         |                                       |
| 1999                    | Tennessee Titans        | 13-3-0                  | sconfitta nel Super Bowl XXXIV        |
| 2000                    | Baltimore Ravens        | 12-4-0                  | vittoria nel Super Bowl XXXV          |
| 2001                    | Baltimore Ravens        | 10-6-0                  | sconfitta nell'AFC Divisional Playoff |
| col nome di AFC North   |                         |                         |                                       |
| 2002                    | Cleveland Browns        | 9-7-0                   | sconfitta nell'AFC Wild Card Game     |
| 2003                    | nessuna                 |                         |                                       |
| 2004                    | nessuna                 |                         |                                       |
| 2005                    | Pittsburgh Steelers     | 11-5-0                  | vittoria nel Super Bowl XL            |
| 2006                    | nessuna                 |                         |                                       |
| 2007                    | nessuna                 |                         |                                       |
| 2008                    | Baltimore Ravens        | 11-5-0                  | sconfitta nell'AFC Championship Game  |
| 2009                    | Baltimore Ravens        | 9-7-0                   | sconfitta nell'AFC Divisional Playoff |
| 2010                    | Baltimore Ravens        | 12-4-0                  | sconfitta nell'AFC Divisional Playoff |
| 2011                    | Pittsburgh Steelers     | 12-4-0                  | sconfitta nell'AFC Wild Card Game     |
| 2011                    | Cincinnati Bengals      | 9-7-0                   | sconfitta nell'AFC Wild Card Game     |
| 2012                    | Cincinnati Bengals      | 10-6-0                  | sconfitta nell'AFC Wild Card Game     |
| 2013                    | nessuna                 |                         |                                       |
| 2014                    | Cincinnati Bengals      | 10-5-1                  | sconfitta nell'AFC Wild Card Game     |
| 2014                    | Baltimore Ravens        | 10-6-0                  | sconfitta nell'AFC Divisional Playoff |
| 2015                    | Pittsburgh Steelers     | 10-6-0                  | sconfitta nell'AFC Divisional Playoff |
| 2016                    | nessuna                 |                         |                                       |
| 2017                    | nessuna                 |                         |                                       |
| 2018                    | nessuna                 |                         |                                       |
| 2019                    | nessuna                 |                         |                                       |
| 2020                    | Baltimore Ravens        | 11-5-0                  | sconfitta nell'AFC Divisional Playoff |
| 2020                    | Cleveland Browns        | 11-5-0                  | sconfitta nell'AFC Divisional Playoff |
| 2021                    | Pittsburgh Steelers     | 9-7-1                   | sconfitta nell'AFC Wild Card Game     |
| 2022                    | Baltimore Ravens        | 10-7-0                  | sconfitta nell'AFC Wild Card Game     |
| 2023                    | Cleveland Browns        | 11-6-0                  | sconfitta nell'AFC Wild Card Game     |
| 2023                    | Pittsburgh Steelers     | 10-7-0                  | sconfitta nell'AFC Wild Card Game     |
| 2024                    | Pittsburgh Steelers     | 10-7-0                  | sconfitta nell'AFC Wild Card Game     |

## Partecipazioni totali ai play-off
| Squadra              | Vittorie nella division | Qualificazioni ai play-off | Partecipazioni/vittorie al Super Bowl |
| -------------------- | ----------------------- | -------------------------- | ------------------------------------- |
| Pittsburgh Steelers  | 24                      | 35                         | 8/6                                   |
| Cincinnati Bengals   | 12                      | 16                         | 3/0                                   |
| Baltimore Ravens     | 8                       | 16                         | 2/2                                   |
| Cleveland Browns     | 6                       | 14                         | 0/0                                   |
| Tennessee Titans     | 3                       | 12                         | 1/0                                   |
| Jacksonville Jaguars | 2                       | 4                          | 0/0                                   |